# Turška kava
Turška kava je vrsta kave, ki se pripravlja v džezvi iz fino mletih kavnih zrn brez filtriranja in se servira z usedlino.
Leta 2013 je bila turška kava uvrščena na Unescov reprezentativni seznam nesnovne kulturne dediščine človeštva.

## Priprava
Turška kava je izjemno fino mleta kava, ki se skuha z vrenjem. Uporabiti je mogoče različne vrste kavnih zrn, najbolj cenjene so sorte arabica,  vendar se pogosto uporabljajo tudi robusta ali mešanice. Ko se  postreže, v skodelici ostane kavna usedlina. Kavo se lahko zmelje doma v ročnem mlinčku narejenim za zelo fino mletje, lahko jo zmelje trgovec s kavo po naročilu ali pa kupimo že zmleto.
Kavo in vodo, pogosto z dodanim sladkorjem, se zavre v posebnem loncu, ki se v več državah imenuje džezva, drugje pa jo pogosto imenujejo ibrik. Ko mešanica začne peniti in preden zavre, se odstavi z ognja. Postopek kratkega segrevanja se lahko ponovi še dvakrat, da se poveča količina pene. Včasih se približno tretjina kave razdeli v posamezne skodelice; preostanek se vrne na ogenj in razdeli v skodelice, takoj ko zavre.  Kava se tradicionalno postreže v majhnih porcelanastih skodelicah, imenovanih kahve fincanı 'kavna skodelica'.
Druga starodavna metoda priprave vključuje postavitev džezve, napolnjene s kavo, v ponev z vročim peskom. Ponev se segreva nad odprtim ognjem, kar pesku omogoča popoln nadzor nad toploto. Toplota peska, skoraj takoj povzroči, da kava speni. Globina, do katere je džezva potopljena v pesek, omogoča uravnavanje temperature. Ta postopek se običajno ponovi tri do štirikrat, nato se kava postreže v majhnih skodelicah, imenovanih demitasse.
Količina sladkorja se določi ob naročilu kave. Lahko je nesladkana (turško sade kahve), z malo ali zmerno količino sladkorja (turško az şekerli kahve, orta şekerli kahve ali orta kahve) ali sladka (turško çok şekerli kahve). Kavo pogosto postrežejo z majhnimi prigrizki, kot je turški med in jo včasih aromatizirajo s kardamomom, mastiko, salepom ali ambro. Večina mlete kavne usedline se prenese iz džezve v skodelico, kjer se del usedline usede na dno, precej pa je ostane v suspenziji in se zaužije skupaj s kavo.

## Zgodovina
Turško kavo so v Otomansko cesarstvo v 16. stoletju najverjetneje prinesli trgovci in uradniki, ki so potovali iz Jemna.  Guverner Jemna, Özdemir Pasha naj bi jo uradno predstavil sultanu Sulejmanu Veličastnemu, ki je pripomogel k njeni popularizaciji. Po najstrožjih tolmačenjih Korana so močno kavo obravnavali kot drogo in njena uporaba je bila prepovedana. Sultan Murad IV. je kavo prepovedal, vendar je zaradi izjemne priljubljenosti pijače prepoved sčasoma prenehala veljati.
Kultura pitja turške kave je Britanijo in Francijo dosegla od sredine do konca 17. stoletja. Prvo kavarno v Britaniji je sredi 17. stoletja odprl otomanski Jud. V 1680-ih naj bi turški veleposlanik v Franciji prirejal razkošne zabave za pariško elito, kjer so sužnji iz Afrike postregli kavo v porcelanastih skodelicah finjan na zlatih ali srebrnih krožničkih.
Zgodovina turške kave na območju današnje Slovenije je tesno povezana z zgodovino kavne kulture v širšem območju Balkana in njenim širjenjem znotraj nekdanje Habsburške monarhije. Kava je v regijo prišla v 17. stoletju, ko je bila kavna kultura že razširjena po otomanskem cesarstvu, ki je mejo delilo tudi z ozemlji, kjer se danes nahaja Slovenija.

## Imena in različice
Ime turške kave je predmet polemik, še posebej v nekaterih nekdanjih otomanskih regijah, kjer so razlogi za to pogosto nacionalistična čustva ali politično rivalstvo s Turčijo. 

### Armenija
Ta vrsta močne kave je običajna v armenskih gospodinjstvih. Glavna posebnost armenske kave je uporaba kardamoma. Armenci so kavo prinesli na Krf, ko so se naselili na otoku, kjer je poznana kot »vzhodna kava« zaradi svojega izvora iz Vzhoda. Krf, ki nikoli ni bil del Otomanskega cesarstva, pred uvedbo s strani Armencev ni imel razvite otomanske kulture pitja kave. Po Anekdotah Reubena Percyja, ki jih je zbral novinar Thomas Byerley, je Armenec odprl kavarno v Evropi leta 1674, ravno v času, ko je kava postajala popularna na Zahodu.
Izraz turška kava se še vedno uporablja v številnih jezikih, v armenščini pa se imenuje հայկական սուրճ, haykakan surč, 'armenska kava' ali սեւ սուրճ, sev surč, 'črna kava', kar se nanaša na tradicionalni način priprave brez dodajanja mleka ali smetane. Če kava ni sladkana, se v Armeniji imenuje grenka (դառը ali daruh), vendar se običajno pripravi z malo sladkorja. Armenci ob kavi včasih postrežejo tudi krožnik baklave, gate ali nazook.

### Češka, Slovaška, Poljska in Litva
Pijača, imenovana turecká káva ali turek, je zelo priljubljena na Češkem in Slovaškem, čeprav so v zadnjih desetletjih postali bolj priljubljeni drugi načini priprave kave, kot je espresso, kar je zmanjšalo priljubljenost tureka. Turek običajno ne strežejo več v kavarnah, ampak se pripravlja v lokalih, kioskih ter na domu. Češka in slovaška različica turške kave se razlikuje od turške kave v Turčiji, arabskem svetu ali balkanskih državah, saj namesto džezve uporabijo skodelico, v katero dajo želeno količino mlete kave in jo prelijejo z vrelo ali skoraj vrelo vodo (v Severni Ameriki je to znano kot kavbojska kava). V zadnjih letih se turška kava pripravlja tudi v džezvi, kljub temu pa izraz turška kava običajno opisuje prej omenjeno metodo. Na podoben način pripravljajo kavo na Poljskem in v Litvi.

### Grčija
V Grčiji so turško kavo prej imenovali preprosto »turška« (τούρκικος). Vendar so politične napetosti s Turčijo v 50. letih privedle do političnega motiviranega preimenovanja v grška kava (ελληνικός καφές), ki je postala še bolj priljubljena po turški invaziji na Ciper leta 1974: » ... ko so se grško-turški odnosi na vseh ravneh zaostrili, je 'turška kava' postala 'grška kava' z zamenjavo ene grške besede z drugo, medtem ko je arabska izposojenka, za katero grški ustreznik ne obstaja, ostala nespremenjena.« V 90. letih so tudi potekale oglaševalske kampanje za promocijo imena grška kava. Ime za lonček za kavo ostaja briki (μπρίκι) na celinskem delu Grčije ali tzisves (τζισβές) na Cipru.

### Balkanske države
V Bosni in Hercegovini se turška kava imenuje tudi bosanska kava (bosansko bosanska kahva), ki se pripravlja nekoliko drugače kot turška. Ko voda doseže vrelišče, se majhna količina odstavi na stran za kasneje, običajno v kavni skodelici. Nato se kava doda v lonec (džezva), skupaj s preostalo vodo iz skodelice. Vse skupaj se postavi nazaj na vir toplote, da ponovno zavre, kar traja le nekaj sekund, saj je kava že zelo vroča. Pitje kave v Bosni je tradicionalna dnevna navada in ima pomembno vlogo pri družabnih srečanjih.
V Srbiji, Sloveniji, Severni Makedoniji, Črni gori in na Hrvaškem se imenuje 'turška kava' (turška kava / turska kava / турска кафа / turska kafa), 'domača kava' (domača kava, домаћа кафа / domaća kafa / domaća kava) ali preprosto 'kava' (kava, кафа / kafa). Je skoraj identična turški različici. V Srbiji se turška kava imenuje tudi српска кафа (srpska kafa), kar pomeni 'srbska kava'. Najpogostejše ime je домаћа кафа (domaća kafa), kar pomeni 'domača kava'.